# Landsbergets naturreservat
Landsbergets naturreservat är ett naturreservat i Fagersta kommun i Västmanlands län.
Området är naturskyddat sedan 2023 och är 146 hektar stort. Reservatet ligger väster om Åmänningen sydost om Fagersta och består av barrskog.